# Mime Misu
Mime Misu (* 21. Januar 1888 als Mișu Rosescu in Radautz, Österreich-Ungarn, heute Rumänien; † 28. Juli 1953 in Antwerpen, Belgien) war ein Schauspieler, Drehbuchautor und Filmregisseur beim überwiegend deutschen Stummfilm.

## Leben
Von Misus Vita ist nur Weniges und auch recht Widersprüchliches überliefert. Laut einem Artikel in der Lichtbild-Bühne vom 3. Januar 1914 wurde er, entgegen offiziellen Dokumenten, die die zum Habsburger-Reich gehörende Stadt Radautz nennen, in der rumänischen Handelsstadt Botoșani als Sohn einer Künstlerfamilie geboren. Noch als Kind soll er sich am Stadttheater von Botoșani im Ballett und Pantomimenspiel versucht haben. Daraufhin soll er die Bukarester Kunstakademie besucht haben, die er mit Auszeichnung absolviert haben will. Während seiner Studien will er dem Ensemble des Königlichen Nationaltheaters zugeteilt worden sein. Später soll Misu Beschäftigung an rumänischen Provinztheatern gefunden haben. Im Jahre 1900 soll er erstmals nach Paris gekommen sein, wo er als Tänzer und Pantomime im Rahmen der Weltausstellung aufgetreten sein will. Später kam er auch nach Berlin, Wien, Budapest und London. In diesen Städten übernahm er gemäß seinen Angaben Rollen und inszenierte auch Theaterstücke. In Paris soll Misu auch als Filmregisseur debütiert haben.
Als Mime Misu nach Berlin kam, um dort als Filmregisseur zu arbeiten, habe er sich, so sein Kameramann Emil Schünemann, eine „amerikanische Biografie“ gegeben, um bei der deutschen Produktionsfirma Continental-Kunstfilm Arbeit zu finden. Infolgedessen konnte er Mitte 1912 sein ambitioniertestes Projekt umsetzen: die filmische Nacherzählung des Untergangs der Titanic. Der Film kam unter dem Titel In Nacht und Eis im August 1912 in die Kinos und gilt als der erste Titanic-Film der Geschichte.
Sein letzter deutscher Film entstand 1913, erst 1915 ist Misu wieder nachzuweisen, als er in den Niederlanden mit Ontmaskerd ein 65 Minuten langes Melodram inszenierte. Danach verschwand er aus dem Blickfeld der Öffentlichkeit. Von Kopenhagen aus schiffte er schließlich nach New York ein, wo Misu am 27. Oktober 1915 auf Ellis Island anlandete. Dort war seine Inszenierung Der Excentric-Club bereits im Februar 1914 unter dem Titel The Money God or Do Riches Bring Happiness? angelaufen. Zuletzt hörte man etwas von ihm Anfang der Zwanziger Jahre, als er in Deutschland versuchte, mit der selbstgestrickten Legende einer Karriere als erfolgreicher Hollywood-Regisseur beim deutschen Film erneut Fuß zu fassen. In den Ausgaben des Film-Kuriers vom 2. und 8. März 1921 wird von einer Produktionsfirma Misugraph-Film Co., New York/Berlin berichtet, die jedoch keinerlei Produktionen hergestellt hat.

## Filmografie
- 1912: Das Marienwunder (Regie, Drehbuch, Schauspieler)
- 1912: In Nacht und Eis (Regie, Drehbuch, Schauspieler)
- 1912: Das Gespenst von Clyde (Regie, Drehbuch, Schauspieler)
- 1913: Der Excentric-Club (Regie, Drehbuch, Schauspieler)
- 1915: Ontmaskerd (Regie)